# David Gericke

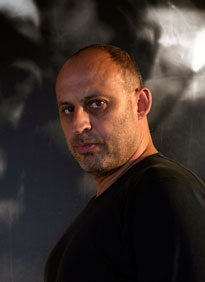
David Gericke

David Gericke (* 17. März 1965 in Mendoza, Argentinien) ist ein argentinisch-deutscher Maler, Bildhauer und Multimedia-Künstler.
David Gericke lebt und arbeitet seit mehr als 23 Jahren in Köln. Seine Arbeiten zeigen lateinamerikanische und indigene Elemente, sind aber ebenso europäisch beeinflusst.

## Leben
Gericke wurde 1965 als ältester Sohn eines Künstlerehepaares geboren. Den ersten künstlerischen Unterricht erhielt er in der Bildhauerwerkstatt seines Vaters.
Er besuchte die Kunstschule (Escuela de Artes Visuales) in Paraná, Entre Ríos, in Mendoza die Schule der Visuellen Künste, Fernando Fader von 1978 bis 1982 und anschließend bis 1986 die Hochschule der Bellas Artes. 1986 schloss er seine Ausbildung mit einem Diplom als Fachlehrer für plastische Kunst ab. Bronze, Eisen, Holz, Ton, sowie Marmor und Alabaster gehörten zu seinen bevorzugten Materialien. Neben dem Studium an der Kunstschule arbeitete er immer praktisch in Ateliers befreundeter Künstler.
Schon während des Studiums nahm er an nationalen und internationalen Wettbewerben teil, unter anderem in Brasilien und Kanada. 1990 folgten Ausstellungen in Sydney/Australien in Zusammenarbeit mit der Galerie Billy Blue Group sowie verschiedene Ausstellungen in Buenos Aires.
Ein Kunstpreis, mit dem er bei einer der wichtigsten Jahresausstellungen für seine skulpturalen Kompositionen ausgezeichnet wurde, ermöglichte ihm Aufenthalte in Europa. Seine erste Reise führte ihn nach Turin/Italien, wo er andere Künstler in den verschiedenen Techniken der Mikrogießerei unterrichtete. 
1994–96 folgten Arbeiten im Bereich Möbeldesign in Stein und Eisen.
Seit 1996 lebt und arbeitet er in Köln.

## Einzelausstellungen (Auswahl)
- 1988 – Galerie Giménez, Mendoza/Argentinien
- 1988, 1989 Einzelausstellung Galerie AB, Mendoza/Argentinien
- 1990 – Einzelausstellung Galerie Billy Blue Group, Sydney/Australien
- 1991 – Einzelausstellung Galerie Lascaux, Mendoza/Argentinien
- 1992 – Einzelausstellung Galerie Hoy en el Arte, Buenos Aires/Argentinien
- 1993 – Einzelausstellung Galerie Ginger, Buenos Aires/Argentinien
- 1995 – Einzelausstellung Galerie Gertraud Lükenfeld, Köln
- 1999 – Einzelausstellung Galerie Stilbruch, Köln

- 2001 – Ausstellung mit Antoni Tàpies, Galerie Kunsthaus, Köln
- 2003 – Galerie im Walzwerk, Köln-Pulheim
- 2003 – Galerie Hellhof, Kronberg im Taunus
- 2004 – Einzelausstellung Schloß Paffendorf, RWE Rheinbraun, Bergheim
- 2004 – Einzelausstellung Kunstverein, Köln-Wesseling
- 2005 – impulse international/ Galerie kunsthaus24, Osnabrück
- 2005 – Galerie Le capricorne, Nizza, Frankreich
- 2006 – Galerie Le capricorne, Nizza, Frankreich
- 2006 – Atelierhaus-Westfalenhuette, Dortmund (EA)
- 2007 – Museum Kunstpalast, Düsseldorf (GA)
- 2007 – International Sculpture Biennale of Toyamura, Hokkaido/Japan
- 2010 – Eröffnung Leopold-Hoesch Museum Düren, Kunst Installation
- 2012 – „Zwischen Räumen“ Ausstellungshalle der Alten Feuerwache, Köln
- 2012, 2013 Einzelausstellungen Galerie Display, Köln-Zollstock

## Preise und Auszeichnungen
- 1988 Auszeichnung für die Skulptur, La hechicera (Die Zauberin, Bronze und Alabaster)
- 1988 1. Preis beim Treffen der jungen Künstler zum 108. Geburtstag der Bank Prevision Social, Mendoza, Argentinien
- 1992 1. Preis beim Salón Vendimia, Mendoza, Argentinien